# 2010 Idol Star Athletics Championships
2010 Idol Star Athletics Championships (kor. 2010년 아이돌 스타 육상 선수권 대회) – pierwsza edycja ISAC. Zawody odbyły się 14 września 2010 roku w Mokdong Stadium w Seulu (Korea Południowa) i były transmitowane przez stację MBC 25 i 26 września 2010 roku. 130 zawodników, z 15 firm podzielonych na 16 drużyn, konkurowało ze sobą w 6 dyscyplinach.

## Zawodnicy
Źródło:
- Drużyna A: BEAST, 4minute, G.NA
- Drużyna B: T-ara, Davichi, SeeYa, Hong Jin-young, Supernova
- Drużyna C: MBLAQ
- Drużyna D: FTISLAND
- Drużyna E: Sistar, K.Will
- Drużyna F: U-KISS
- Drużyna G: Secret
- Drużyna H: Infinite
- Drużyna I: Rainbow
- Drużyna J: ZE:A, Nine Muses, Jewelry
- Drużyna K: Rottyful Sky
- Drużyna L: 2AM, 8Eight
- Drużyna M: Son Dam-bi, After School
- Drużyna N: 2PM, miss A, JOO
- Drużyna O: Super Junior, SHINee, TRAX, f(x)
- Drużyna P: Kan Mi-youn, Sung Dae-hyun, Bada, Kim Sae-rom, Kim Na-young, Kim Shin-young, Gill

## Zwycięzcy

### Mężczyźni
| Konkurencja             | złoto                                                                   | złoto   | srebro                                                                           | srebro  | brąz                                                                           | brąz    |
| ----------------------- | ----------------------------------------------------------------------- | ------- | -------------------------------------------------------------------------------- | ------- | ------------------------------------------------------------------------------ | ------- |
| 100 m                   | Jo Kwon (2AM)                                                           | 12,46   | Dongjun (ZE:A)                                                                   | 12,70   | Taecyeon (2PM)                                                                 | 14,79   |
| 110 m przez płotki      | Minho (SHINee)                                                          | 17,59   | Eunhyuk (Super Junior)                                                           | 17,87   | Chansung (2PM)                                                                 | 18,63   |
| Rzut oszczepem          | Shindong (Super Junior)                                                 | 32,76 m | Changmin (2AM)                                                                   | 31,75 m | Doojoon (BEAST)                                                                | 29,50 m |
| Skok w dal              | Lee Hyun (8Eight)                                                       | 5,42 m  | Minwoo (ZE:A)                                                                    | 4,91 m  | Eli (U-KISS)                                                                   | 4,81 m  |
| Sztafeta 4 × 100 metrów | Drużyna L: Lee Hyun (8Eight) Jinwoon (2AM) Changmin (2AM) Jo Kwon (2AM) | 52,79   | Drużyna O: Eunhyuk (Super Junior) Jonghyun (SHINee) Jungmo (TRAX) Minho (SHINee) |         | Drużyna H: L (INFINITE) Sungyeol (INFINITE) Woohyun (INFINITE) Hoya (INFINITE) |         |

### Kobiety
| Konkurencja             | złoto                                                                  | złoto   | srebro                                                                                   | srebro  | brąz                                                                                | brąz    |
| ----------------------- | ---------------------------------------------------------------------- | ------- | ---------------------------------------------------------------------------------------- | ------- | ----------------------------------------------------------------------------------- | ------- |
| 100 m                   | Bora (SISTAR)                                                          | 15,34   | Eunji (Nine Muses)                                                                       | 15,56   | Hyolyn (SISTAR)                                                                     | 16,01   |
| 100 m przez płotki      | Bora (SISTAR)                                                          | 21,51   | Luna (f(x))                                                                              |         | Jia (miss A)                                                                        |         |
| Skok wzwyż              | Luna (f(x))                                                            | 1,33 m  | Bora (SISTAR)                                                                            | 1,30 m  | Son Dam-bi                                                                          | 1,25 m  |
| Rzut oszczepem          | Jia (miss A)                                                           | 19,10 m | Bekah (After School)                                                                     | 14,78 m | Joo Hee (8Eight)                                                                    | 11,53 m |
| Sztafeta 4 × 100 metrów | Drużyna E: Hyolyn (SISTAR) Dasom (SISTAR) Soyou (SISTAR) Bora (SISTAR) | 1:17,50 | Drużyna J: Eunji (Nine Muses) Baby J (Jewelry) Binnie (Nine Muses) Lee Saem (Nine Muses) |         | Drużyna M: Lizzy (After School) Son Dam-bi Uee (After School) Jungah (After School) |         |

## Klasyfikacja
| Pozycja | Drużyna                               | Złoto | Srebro | Brąz | Razem |
| ------- | ------------------------------------- | ----- | ------ | ---- | ----- |
| 1       | Drużyna O (SM Entertainment)          | 3     | 3      | 0    | 6     |
| 2       | Drużyna E (Starship Entertainment)    | 3     | 1      | 1    | 5     |
| 2       | Drużyna L (Big Hit Entertainment)     | 3     | 1      | 1    | 5     |
| 3       | Drużyna N (JYP Entertainment)         | 1     | 0      | 3    | 4     |
| 4       | Drużyna J (Star Empire Entertainment) | 0     | 4      | 0    | 4     |
| 5       | Drużyna M (Pledis Entertainment)      | 0     | 1      | 2    | 3     |
| 6       | Drużyna A (CUBE Entertainment)        | 0     | 0      | 1    | 1     |
| 6       | Drużyna F (NH Media)                  | 0     | 0      | 1    | 1     |
| 6       | Drużyna H (Woollim Entertainment)     | 0     | 0      | 1    | 1     |

## Oglądalność
| No. | Data emisji | TNmS  | TNmS  | AGB Nielsen | AGB Nielsen |
| No. | Data emisji | Kraj  | Seul  | Kraj        | Seul        |
| --- | ----------- | ----- | ----- | ----------- | ----------- |
| 1   | 2010.09.25  | 16,6% | 17,4% | 15,3%       | 17,0%       |
| 2   | 2010.09.26  | 14,6% | 15,3% | 14,2%       | 16,1%       |